# Bopyrissa magellanica
Bopyrissa magellanica är en kräftdjursart som beskrevs av Hugo Frederik Nierstrasz och Brender a Brandis 1931. Bopyrissa magellanica ingår i släktet Bopyrissa och familjen Bopyridae. Inga underarter finns listade i Catalogue of Life.